# Han Wendi
Han Wendi (漢文帝, ur. 202 p.n.e., zm. 157 p.n.e.) – cesarz chińskiej dynastii Han. Syn cesarza Gao, założyciela dynastii i jego konkubiny Bo. Po śmierci cesarzowej Lü i wyeliminowaniu rodu Lü, został cesarzem (180 p.n.e.).
Cesarz Wen Di jest uznawany za jednego z najbardziej życzliwych i dobroczynnych cesarzy w historii Chin. W trakcie swojego panowania:
- zniósł prawo umożliwiające aresztowanie i uwięzienie rodziny skazanego, poza przestępstwem zdrady;
- wprowadził opiekę państwa nad biednymi i starszymi osobami – miesięczne racje pożywienia wydawane przez państwo;
- wprowadził egzaminy na urzędników państwowych, umożliwiając tym samym awans społeczny. Pierwszy[1] egzamin odbył się w 165 p.n.e.;

Zmarł latem roku 157 p.n.e. Jego następcą został jego syn, Han Jingdi.